# Саборни храм Покрова Пресвете Богородице (Харков)
Саборни храм Покрова Пресвете Богородице или Покровски катедрала  је парохијска православна црква у Харкову, у статаву Харковске епархије Украјинске православне цркве.  Покровски катедрала која је најстарија зграда преживела до данас у Харкову  (из 1689. године),  уврштена је на листу седам чуда града и сматра се једним од његових најлепших места, које већ дуги низ година привлачи туристе и чини поносне становнике Харкова.

## Назив
Саборни храм је Покрова Пресвете Богородице саграђен у знак Покрова Пресвете Богородице,  хришћанског црквеног празник када црква прославља Пресвету Богородицу као покровитељку и заштитницу хришћанскога рода. Празник се по јулијанском календару слави 1. октобра, а тренутно се тај 1. октобар поклапа са 14. октобром у грегоријанском, новом календару.
Конкретан догађај који се тога дана спомиње и празнује десио се према хришћанском вјеровању 1. октобра 911. године у време цара Лава Мудрога (или Филозофа). Служено је свеноћно бдење у Богородичиној цркви Влахерне у Цариграду. Црква је била пуна народа. У позадини цркве стајао је свети Андреј Јуродиви са својим учеником Епифанијем.
Према хришћанском веровању, у четврти сат ноћи појавила се Пресвета Богородица изнад народа са распростртим омофором на рукама, као да том одећом покрива народ. Била је обучена у златокрасну порфиру и сва је блистала у неисказаном сјају, окружена апостолима, светитељима, мученицима и девицама. Свети Андреј видећи то јављање показао је руком Епифанију блаженом, и упитао га: „видиш ли, брате, Царицу и госпођу над свим, како се моли за сав свет?“ Одговори Епифаније: „видим, оче, и ужасавам се!“.

## Положај и заштита
Саборни храм Покрова Пресвете Богородице се налази у најстаријој сачуваној згради у Харкову у Покровском манастиру  на адреси  Универзитетска број 8.
Као најстарија зграда у граду Харкову Успенска катедрала, сматра се вредним архитектонским спомеником из 17. века, у коме се данас налази  Покровски саборни храм, парохијска православна црква Харковске епархије Украјинске Православне Цркве.

## Историја
Храм Покрова Пресвете Богородице саградили су 1689. године Козаци, ван тадашњих граница Харковске тврђаве, у близини њеног северног зида, уместо цркве брвнаре у име Покрова Пресвете Богородице (познате од 1659. године). За козачку војску, Покров Пресвете Богородице је велики празник, због чега су подигли цркву у част своје небеске заштитнице. Исте године када је и изграђена Покровску цркву је освештао митрополит Аврамије. У почетку је то била козачка парохијска црква. Међутим, 1709. године, по налогу Петра I, који је посетио Харков, тврђава је проширена на север, па се тако у њој нашла и Покровска црква.
Вреди напоменути да је земљиште око храма раније припадало харковском пуковнику Фјодору Шидловском. На овом локалитету налазило се неколико мањих дрвених и господарских објеката. Поред тога, недалеко од Покровске цркве, почела је изградња велике двоспратнице од камена са подрумом, а на јужној и западној страни је уређена башта. Године 1708. власништво над кућом је прешло на Лаврентија Шидловског, који је био нећак харковског пуковника. Истовремено, плац, заједно са баштом, као и зградама које се налазе на њему, уступљени су кнезу Цантемиру.
Када је 1726. године на иницијативу епископа белгородског Епифанија Тихорског и генерал-губернатора Слободе Украјине, кнеза М. М. Голицина, основан Светопокровски мушки школски манастир са Харковским колегијумом (једна  од првих високошколских установа у Украјини). У овој установи студирало је и до 500 деце из различитих класа становништва источне Украјине. Била је то прва високошколска установа у левообалној Украјини. Занимљиво је да су управо у Харковском колегијуму били украјински филозоф Григориј Сковорода и писац С. Ф. Квитка-Основјаненко. Године 1799. Колегијум је претворен у школски манастир, који је  био је један од главних православних образовних и образовних центара у Украјини, заједно са Кијевско-Мохиљанском академијом.
У библиотеци манастира и Колегијума, чувале су се многе ретке књиге, укључујући:
- Острошку библију из 1581. године,
- Маргарета Јована Златоуста 1596. године,
- Октоих московске штампе 1618., 1688. итд.
- Јеванђеље московске штампе 1636,
- бревијар Петра Мохиле 1646.,
- Апостола Лавовског печата 1666. итд.

Манастирска сакристија је садржала и многе споменике и црквене старине из периода од 17. до 18. века.
Од 1751. године у манастиру је живело 11 јеромонаха, 4 јерођакона и 10 монаха. Неки од њих су били и наставници Колегијума, а његов настојатељ је упоредо био и игуман манастира. Наставни план и програм се заснивао на наставном плану и програму Кијевске академије, којој је са доласком времена додато изучавање математике, историје, географије, као и неколико језика (италијанског, француског и немачког). Већ 1768. године на Колегијуму су отворена такозвана вишка одељења, где су се предавале разне примењене науке (артиљерија, геодезија, инжењерство, сликарство, цртање, архитектура, плес, инструментална музика).
Током 1729. године храм Покрова Пресвете Богородице посто је истовремено манастирска и саборна црква, која је обновљена украшен и снабдевен црквеним утваром. Године 1732. на звонику цркве постављено је величанствено звоно тешко 1,6 тона.
У периоду од 1799. до 1846. године Покровски храм је био Саборни храм Покрова Пресвете Богородице. У источном олтарском прозору налазио се грб Руског царства, а у доњем делу стакла метална слова: Б.М.Е.Т.Е.Б.О.

### Промена статуса и обнова храма
Покровски саборни храм је остао у статусу саборног храма до 1846. године, након чега је епископски саборни храм пребачена у Успенски сабор. У исто време, Покровска црква је претворена у цркву Владичанског дома. 
У периоду од 1844. до1856. године, црква је живописана изнутра и грејана топлим ваздухом. Зидове горњег храма осликао је талентовани украјински уметник Иван Бунаков, који је био учитељ Иље Рјепина. Поред тога, 1850-их година, гроб, који се налазио испод доњег храма манастира и који је до тада представљао само подрум, проширен је и претворен у цркву Три Јерарха.
С краја 19. и почетком 20. века у цркви су изведени радови на њеном уређењу, поправци и побољшању,  територије и подизању нових зграде. Тако је 1896. године освећена  Озерјанска црква, која је подигнута по пројекту епархијског архитекте Владимира Немкина, у облику базилике, ретке за православну архитектуру. Поред тога, подигнута је игуманска кућа са главном портом, елегантна капела са резервном портом, келијска зграда са трпезаријом и стан за посету високог свештенства, као и неколико стамбених и службених просторија.

### Храм током комунистичког режима
Након Октобарске револуције, на власт су дошли комунисти, што је негативно утицало на црквени живот пошто су партијски и државни органи СССР-а активно подржавали атеизам. Стога је свето-покровски манастир, који су бољшевици затворили 1920. године, чекала незавидна судбина. Имовина манастира је опљачкана, а јединствене вредности и библиотека уништени. Истовремено, у црквеним зградама су функционисали музеј, магацини, градски архив, па чак и војна канцеларија. Ненаменско коришћење катедрале,  довело је до њеног постепеног уништавања.
Током 1950-тих почели су радови на поправци храма, који су окончани 1992. године. Храм је враћена у власништво Украјинске православне цркве, 14. октобра 1990. године, и први пут после 68 година, у њему је свечано прослављена крсна слава - Покров Пресвете Богородице.

## Архитектура
Саборни храм Покрова Пресвете Богородице је вредан споменик украјинске архитектуре из друге половине 17. века. Ова барокна трокуполна црква, карактеристична је за руску црквену архитектуру из историјског периода када је настала. Зидове горњег храма осликао је учитељ Иље Репина - уметник Бунаков, ау доњем храму је трон Света Три Јерарха.
Окружена галеријом горњи и доњи храм су сједињени „јаругом“ са звоником на четири стуба.
Архитрави од цигле  коегзистирају са вишепрофилним венцима са малим наставком, док је појас правоугаоних удубљења употпуњен сликама сунца. Хармонија волумена који израњају један из другог, лако се уздижу, и граниче са оштрим, тешким облицима звоника, који подсећају на тврђавску кулу.
Између 1799. и 1800. године горња црква је претворена у катедралу, док је доња и даље служила Колегијуму све док 1840. године када је она  постала богословска богословија.
У периоду од 1820. до 1826. године  подигнут је нови Владичански дом. Приликом градње између њега и цркве изграђен је пролаз и саграђена трпезарија, која је спојила храм са звоником. Поред тога, 1837. године куполе и крстови храма су позлаћени.

## Опште информације
У саставу манстира била и гробница у којој су током 17. и 18. века сахрањивани племенити Харковчани и истакнути духовници.
У сакристији цркве чувао се велики број споменика црквене старине. Посебно место међу „артефактима“ цркве заузимала је Озерјанска икона Богородице, која се сматра заштитницом Слобожаншчине.
Данас је  храм део комплекса манастира Светог Покрова, у коме се налази:
- богословија
- Харковска епархијска управа
- споменик 2. миленијума од Рођења Христовог
- споменик двестогодишњици Харковске епархије.

У овом храму који је популарно међу верницима, службе се обављају свакодневно.
Катедрала је отворена за посетиоце сваког дана од 08:00 до 16:00 часова.